# Associazione Calcio Udinese 1974-1975
Questa voce raccoglie le informazioni riguardanti l'Associazione Calcio Udinese nelle competizioni ufficiali della stagione 1974-1975.

## Stagione
Nella stagione 1974-1975 l'Udinese disputa il girone A del campionato di Serie C, raccoglie 46 punti ottenendo la terza piazza. Sale in Serie B il Piacenza con 57 punti, secondo il Monza con 50 punti. Retrocedono in Serie D la Solbiatese, il Mestrina ed il Legnano.
In questa stagione gli avvenimenti sembrano accanirsi contro l'Udinese, su tutti la tragica morte del centrocampista Michele Girelli a 25 anni, poi i guai fisici del capitano Enrico Burlando e la lunga squalifica subita da Giuliano Groppi, condizionano il rendimento dei bianconeri che non reggono il passo del Piacenza. Per dare la scossa il presidente Pietro Brunello cambia due volte la guida tecnica, prima Giovanni Galeone in coppia con Luigi Comuzzi e poi l'italo-argentino Humberto Rosa fino al termine del torneo chiuso al terzo posto. Nella Coppa Italia di Serie C i friulani vincono il girone 11, nei sedicesimi superano il Clodiasottomarina, negli ottavi superano il Bolzano, nei quarti vengono estromessi dal Mantova, sempre nel doppio confronto.

## Rosa
| N. |                   | Ruolo | Calciatore        |
| -- | ----------------- | ----- | ----------------- |
|    | Italia (bandiera) | A     | Tiziano Ascagni   |
|    | Italia (bandiera) | D     | Giorgio Battoia   |
|    | Italia (bandiera) | D     | Claudio Beltrame  |
|    | Italia (bandiera) | D     | Franco Bonora     |
|    | Italia (bandiera) | C     | Enrico Burlando   |
|    | Italia (bandiera) | C     | Dino D'Alessi     |
|    | Italia (bandiera) | A     | Enzo Ferrari      |
|    | Italia (bandiera) | C     | Agostino Flaborea |
|    | Italia (bandiera) | C     | Michele Girelli   |
|    | Italia (bandiera) | D     | Giuliano Groppi   |
|    | Italia (bandiera) | P     | Sigfrido Marcatti |

| N. |                   | Ruolo | Calciatore        |
| -- | ----------------- | ----- | ----------------- |
|    | Italia (bandiera) | D     | Luciano Monticolo |
|    | Italia (bandiera) | C     | Marino Palese     |
|    | Italia (bandiera) | A     | Vanni Peressin    |
|    | Italia (bandiera) | C     | Claudio Piemonte  |
|    | Italia (bandiera) | C     | Sergio Politti    |
|    | Italia (bandiera) | D     | Ido Sgrazzutti    |
|    | Italia (bandiera) | D     | Giovanni Stella   |
|    | Italia (bandiera) | A     | Tiziano Stevan    |
|    | Italia (bandiera) | P     | Adriano Zanier    |
|    | Italia (bandiera) | D     | Fulvio Zuccheri   |

## Risultati

### Serie C

#### Andata
| Arbitro: | Zacchetti (Milano) |

|                                           |           |  |
| Stevan 34’ Stella 68’ (rig.) Peressin 89’ | Marcatori |  |

| Arbitro: | Gazzari (Macerata) |

|           |           |            |
| Benna 18’ | Marcatori | 50’ Groppi |

| Arbitro: | Lops (Torino) |

|                                   |           |  |
| Stevan 44’, 80’ Stella 77’ (rig.) | Marcatori |  |

| Arbitro: | Romanetti (Messina) |

|                   |           |           |
| Stella 45’ (rig.) | Marcatori | 55’ Rossi |

| Arbitro: | Frasso (Capua) |

|                      |           |  |
| Righi 36’ Regali 81’ | Marcatori |  |

| Arbitro: | R. Lo Bello (Siracusa) |

|                          |           |              |
| Peressin 10’ Girelli 31’ | Marcatori | 81’ Vallongo |

| Arbitro: | Pieri (Genova) |

|              |           |              |
| Servidei 40’ | Marcatori | 25’ D'Alessi |

| Arbitro: | Lanzetti (Viterbo) |

|                         |           |  |
| Peressin 8’ Ascagni 89’ | Marcatori |  |

| Arbitro: | S. Marino (Taranto) |

|                      |           |  |
| Gibellini 53’ (rig.) | Marcatori |  |

| Udine 17 novembre 1974 10ª giornata | Udinese                     | 0 – 0 | Trento | Stadio Moretti\| Arbitro: \| Esposito (Torre Annunziata) \| |
| Arbitro:                            | Esposito (Torre Annunziata) |       |        |                                                             |

| Arbitro: | Bitocchi (Tivoli) |

|           |           |             |
| Canzi 13’ | Marcatori | 59’ Politti |

| Vercelli 1º dicembre 1974 12ª giornata | Pro Vercelli        | 0 – 0 | Udinese | Stadio Leonida Robbiano (5.000 spett.)\| Arbitro: \| Chiapponi (livorno) \| |
| Arbitro:                               | Chiapponi (livorno) |       |         |                                                                             |

| Arbitro: | Castaldi (Vasto) |

|                                      |           |           |
| D'Alessi 34’ Peressin 46’ Stevan 62’ | Marcatori | 80’ Piras |

| Arbitro: | Lapi (Firenze) |

|              |           |            |
| Vincenzi 11’ | Marcatori | 8’ Ferrari |

| Arbitro: | Vitali (Bologna) |

|             |           |  |
| Politti 68’ | Marcatori |  |

| Arbitro: | Longhi (Roma) |

|             |           |              |
| Catarci 63’ | Marcatori | 57’ Peressin |

| Udine 12 gennaio 1975 17ª giornata | Udinese        | 0 – 0 | Padova | Stadio Moretti (6.000 spett.)\| Arbitro: \| Pieri (Genova) \| |
| Arbitro:                           | Pieri (Genova) |       |        |                                                               |

| Arbitro: | Busalacchi (Palermo) |

|                                    |           |                           |
| Stevan 4’ Peressin 42’ Politti 82’ | Marcatori | 25’, 71’ (rig.) Mondonico |

| Arbitro: | Baldari (Roma) |

|                       |           |             |
| Sgrazzutti 21’ (aut.) | Marcatori | 35’ Politti |

#### Ritorno
| Arbitro: | Chiapponi (Livorno) |

|                               |           |                     |
| Bragagnolo 66’ Manservigi 72’ | Marcatori | 76’ (rig.) D'Alessi |

| Arbitro: | Migliore (Salerno) |

|                        |           |                    |
| Ferrari 12’ Stevan 57’ | Marcatori | 25’ (rig.) Tosetto |

| Arbitro: | R. Lo Bello (Siracusa) |

|                 |           |                     |
| Filacchione 77’ | Marcatori | 30’ (rig.) D'Alessi |

| Arbitro: | Grillenzoni (Finale Emilia) |

|  |           |              |
|  | Marcatori | 54’ Burlando |

| Udine 2 marzo 1975 24ª giornata | Udinese           | 0 – 0 | Piacenza | Stadio Moretti (18.000 spett.)\| Arbitro: \| Bergamo (Livorno) \| |
| Arbitro:                        | Bergamo (Livorno) |       |          |                                                                   |

| Arbitro: | Falasca (Chieti) |

|              |           |                                   |
| Vallongo 83’ | Marcatori | 27’ Politti 39’ (aut.) De Gasperi |

| Arbitro: | Gazzari (Macerata) |

|                                            |           |  |
| Peressin 13’ D'Alessi 17’, 24’ Politti 70’ | Marcatori |  |

| Arbitro: | Busalacchi (Palermo) |

|              |           |                     |
| Iacovone 64’ | Marcatori | 83’ (rig.) D'Alessi |

| Arbitro: | Foschi (Forlì) |

|  |           |            |
|  | Marcatori | 56’ Tiozzo |

| Arbitro: | Tempio (Catania) |

|                      |           |             |
| Mongitore 66’ (rig.) | Marcatori | 76’ Ascagni |

| Arbitro: | Lapi (Firenze) |

|                                             |           |                                   |
| Ferrari 6’ D'Alessi 55’ (rig.) Peressin 78’ | Marcatori | 24’ Canzi 66’ Vanazzi 90’ Arienti |

| Arbitro: | Grillenzoni (Finale Emilia) |

|              |           |               |
| Peressin 90’ | Marcatori | 73’ Guarnieri |

| Arbitro: | Colasanti (Roma) |

|                  |           |             |
| Tedoldi 16’, 51’ | Marcatori | 79’ Battoia |

| Arbitro: | Romanetti (Messina) |

|                                             |           |            |
| Flaborea 13’ D'Alessi 31’ (rig.) Stevan 71’ | Marcatori | 7’ F. Sala |

| Arbitro: | Selicorni (Novara) |

|           |           |                             |
| Pavoni 7’ | Marcatori | 2’ Stevan 30’, 82’ D'Alessi |

| Arbitro: | Canesi (Cremona) |

|                                    |           |               |
| Peressin 18’, 69’, 83’ Ferrari 23’ | Marcatori | 30’ Trevisani |

| Arbitro: | Agate (Torino) |

|                   |           |  |
| Bonora 42’ (aut.) | Marcatori |  |

| Arbitro: | Simini (Torino) |

|                                             |           |             |
| Cassago 8’ Delle Donne 52’ Cabrini 67’, 78’ | Marcatori | 74’ Ascagni |

| Arbitro: | Pieroni (Fabriano) |

|                          |           |  |
| Politti 21’ D'Alessi 58’ | Marcatori |  |

### Coppa Italia Semiprofessionisti
| Arbitro: | Magni (Bergamo) |

|                        |           |                     |
| Peressin 15’, 37’, 64’ | Marcatori | 44’ (aut.) Flaborea |

| Arbitro: | Zuin (Padova) |

|                   |           |  |
| Peressin 36’, 67’ | Marcatori |  |

| Arbitro: | Ambrosio (Napoli) |

|             |           |                             |
| Tosetto 78’ | Marcatori | 32’ Girelli 35’, 56’ Stevan |

| Arbitro: | Scaccaglia (Parma) |

|             |           |                       |
| Omizzolo 9’ | Marcatori | 36’ Stella 57’ Stevan |

| Arbitro: | Grillenzoni (Finale Emilia) |

|              |           |             |
| Gibellini 9’ | Marcatori | 47’ Politti |

| Arbitro: | Simini (Torino) |

|                           |           |            |
| Peressin 15’ Flaborea 44’ | Marcatori | 30’ Perego |

| Arbitro: | Artico (Padova) |

|  |           |            |
|  | Marcatori | 7’ Ascagni |

| Arbitro: | Ponzano (Alessandria) |

|                                                         |           |                    |
| Peressin 23’ Stevan 35’ Ascagni 56’ Bertoldo 74’ (aut.) | Marcatori | 64’ (rig.) Scolati |

| Arbitro: | Vitali (Bologna) |

|                                |           |             |
| Fagni 24’ (rig.) Jori 32’, 73’ | Marcatori | 76’ Ferrari |

| Arbitro: | Bardoni (Modena) |

|              |           |          |
| D'Alessi 30’ | Marcatori | 28’ Jori |